# Grestner Straße
Die Grestner Straße (B 22) ist eine 28,6 km lange Bundesstraße in Niederösterreich. Sie führt von Saffen bei Scheibbs an der Kreuzung mit der Erlauftal Straße B 25 über Gresten und Ybbsitz bis nach Gstadt bei Waidhofen an der Ybbs.

## Geschichte
Die Grestener Straße gehörte seit dem 1. April 1959 zum Netz der Bundesstraßen in Österreich.